# Jill Purce
Jill Purce, född 1947 i Staffordshire, Storbritannien, är en brittisk författare, redaktör och lärare inom terapeutiska och meditativa sångtekniker och familjekonstellation (en typ av gruppterapi). Purce påbörjade sin karriär med konststudier och som forskningsstipendiat på avdelningen för biofysik vid King's College London. Detta ledde dels till en bok (1974) om symboliken kring spiralen ur både naturvetenskapligs, religiösa och mystiska aspekter, dels till redigering av över 30 böcker (mellan 1973 och 1982) om konst och föreställning (Art and Imagination) hos det brittiska förlaget Thames and Hudson. Vid sidan av detta studerade Purce ljudets och den meditativa sångens betydelse ur flera aspekter såsom kymatik, övertonssång hos meditativa sångmästare hos olika munkordnar i Tibet och Mongoliet, och via samarbete med den välkände tyske kompositören Karlheinz Stockhausen. Purce tillhör därmed en av de första i västvärlden med att återintroducera uråldriga sångtekniker som ett nytt, artistiskt och terapeutiskt sätt att använda rösten genom kontemplativ sång och övertonssång. Från och med år 2000 kombinerar hon dessa terapikoncept med familjekonstellationsterapi.

## Biografi
Purce gick i Headington School i Oxford i Storbritannien. Hon studerade därefter konst och tog sin Bachelorexamen vid University of Reading (1970), och sin Mastersexamen vid Chelsea College of Arts i London, Storbritannien (1971). 1968–1974 forskade hon kring spiralen som fenomen och symbol i naturen, inom naturvetenskapen, konsten, psykologin och hos olika kulturer och livsåskådningar runt om i världen. Purce hade fascinerats av detta fenomen efter att ha gjort många observationer av olika typer av spiralformade mönster, såsom rotationsmönstren i vatten (se BBC-dokumentären från 1994 "More Ways than One: The Mystic Spiral" ). Purce erhöll ett forskningsstipendium från Leverhulme Trust för att studera dessa fenomen vidare vid institutet för biofysik vid King´s College i London. I samband med detta initierade hon en dialog kring temat vetenskap och spiritualitet tillsammans med nobelpristagaren Maurice Wilkins (beskrev tillsammans med James Watson och Francis Crick DNA molekylens struktur) och föreläste kring detta tema hos ett flertal organisationer, såsom BSSRS (British Society for Social Responsibility in Science), Architectural Association School of Architecture, Chelsea College of Art and Design och ett flertal andra universitet och konstskolor.
Vid sidan av dessa aktiviteter studerade Purce även meditativa sångtekniker, dels via ett flertal långvariga studiebesök (mellan 1968 och 1971 och ett flertal besök därefter) hos olika munkordnar i Tibet och Mongoliet där hon studerade deras övertonssång, dels via samarbete (1971–1974) med den tyske kompositören Karlheinz Stockhausen, och dels via en rad studiebesök hos andra kulturer, shamaner och olika typer av forskare runt om i världen med liknande sångtekniker.
Sedan 1970-talet undervisar hon i övertonssångteknik och andra typer av kontemplativa sångtekniker runt om i världen, framför allt i England, USA och Kanada. Några exempel är hos California Institute of Integral Studies i San Francisco, John F. Kennedy University i Orinda California, Esalen Institute i Big Sur, California, Ojai Foundation, Institute of Noetic Sciences, New York Open Centre, Omega Institute for Holistic Studies, Interface in Boston, Rowe Camp Massachusetts, Hollyhock i BC Canada. Purce har även föreläst i många europeiska länder samt i Asien och har uppmärksammats av media (TV, radio, artiklar) ett flertal gånger. 
Från och med år 2000 har hon utvidgat sångterapikonceptet med att kombinera det med familjekonstellationsterapi. Hennes forskningar och praktiska erfarenheter kring rösten och familjekonstellationer har uppmärksammats flera gånger av media (TV, radio, artiklar) och betraktas som en viktig impuls för vidare forskning kring ljudets helande krafter.

## Tidiga influenser - kymatik
Kymatik, vetenskapen om hur ljud kan åstadkomma synliga effekter, blev en viktig impuls för Purces vidare studier. I slutet av 1960-talet började Purce studera olika experiment som tidigare forskare i kymatik hade utfört, såsom Ernst Chladni (1785), Margaret Watts Hughes (1885–1904) och Hans Jenny (1967–1972). Dessa byggde på hur ljud kunde åstadkomma olika typer av former och komplexa mönster i formlös materia såsom puder, vätskor och salvor.

## Purce och Karlheinz Stockhausen
Karlheinz Stockhausen, en av 1900-talets mest betydelsefulla kompositörer, utgjorde ett viktigt inflytande på Purces vidare studier. Mellan 1971 och 1974, efter att hon hade återvänt från sina studiebesök i Asien, flyttade hon till Kürten i Tyskland för att leva och samarbeta med Stockhausen, som strax innan (december 1968) hade uppfört den första framställningen av en enklare variant av övertonssång vid premiären av verket "Stimmung". Tillsammans med Stockhausen åkte Purce på turné till USA och Kanada för att framföra detta verk. Deras samarbete ledde även till att Purce inspirerade Stockhausen till att skapa ett nytt musikverk (Alphabet für Liège (1972), som byggde på Purces erfarenheter kring ljudets effekter på materia. Mellan 1972 och 1974 deltog Purce även i flera uppträdanden av Stockhausen´s olika musikverk såsom på olika musikfestivaler (Liège, Rencontres Internationales d'Art Contemporain - La Rochelle, och Sainte-Baume).

## Studier och undervisning kring övertonssång och sångens terapeutiska potential
Purce började sina studier av röstens helande potential 1968 genomstudiebesök hos munkar i Himalaya och i Mongoliet, där hon studerade övertonssång hos både den liturgiska sångmästaren Tenpa Gyaltsen hos Gyuto munkorden i Tibet, och hos den mongoliska Khoomii mästaren Yavgaan.  Dessa studier ledde Purce till att undersöka om rösten via dessa sångtekniker skulle kunna fungera som en länk mellan kroppen och medvetandet (enligt buddhistiska och andra österländska livsåskådningar) och därmed åstadkomma positiva, psykologiska, emotionella och fysiska förändringar. Efter detta fortsatte hon sina studier på dessa tekniker genom dels ett samarbete med Karlheinz Stockhausen (1971–1974), dels genom ett flertal andra studiebesök och samarbeten med olika shamaner och akademiska forskare från olika områden.
Sedan 1970-talet har Purce har undervisat i detta område samt undersökt deras påverkan under olika betingelser runt om i världen. Purce har blivit inbjuden av flera brittiska sjukhus och skolor för att demonstrera om dessa tekniker kan utgöra ett positivt bidrag vid förlossningen, hos människor som är drabbade av till exempel Alzheimers sjukdom eller andra mentala handikapp, eller hos barn som är drabbade av fysiska handikapp. Purce har även blivit inbjuden till flera olika typer av musik evenemang, såsom till ENO (English National Opera, 1993) i samband med festivalen "The Healing Power of Opera" hos Covent Garden Music Festival i London, där hon inledde premiären till den brittiske kompositören Jonathan Harvey´s opera "Inquest of Love" med en meditativ sång. Purce har även undervisat och samarbetat med nunnor, munkar och andra präster och biskopar från olika typer av kristna samfund som är intresserade av bland annat gregorianska sånger för att återupptäcka det meditativa inflytandet av kristna liturgiska sånger (till exempel hos Burnham Abbey och Fairacres i Oxford i Storbritannien, eller hos biskopen Marc Andrus i San Francisco, California).

## Familjekonstellationer
Grunden för Purces vidareutveckling av terapiformen familjekonstellation lades redan under det tidiga 1980-talet när hon var i Japan och fick lära sig hur asiaterna vördar sina förfäder. 1999 blev Purce inbjuden av psykologen Bert Hellinger till en internationell konferens om familjekonstellationer för att demonstrera sin röst- och sångbaserade terapimetod. Detta ledde till en vidareutveckling av hennes röstterapikoncept genom att hon integrerade det med Hellingers familjekonstellation. Därmed uppstod en utvidgad form av familjekonstellation, där man med olika ceremonier, liturgiska och meditativa sånger försöker att åstadkomma en helande relation till både nuvarande och avlidna familjemedlemmar.

## Privatliv
Purce bor i London i Storbritannien, med sin man Rupert Sheldrake, som är en naturvetare, författare, föredragshållare och debattör. De har två söner. 

## Arbeten (i urval)
Böcker:
- The Mystic Spiral: Journey of the Soul, förlag Thames & Hudson (1974, ny utgåva 1980). ISBN 9780500810057[1] Boken har blivit översatt till franska, italienska, japanska, ryska och tyska.
- Ett 30-tal böcker inom serien "Arts and Imagination" (som redaktör), förlaget Thames & Hudson.[1]

Ljudmedia:
- Jill Purce, Overtone Chanting Meditations[49]
- Jill Purce, Healing Voice[49]

Filmer - ett urval: 
- Månen är en grön ost (som skådespelare) - en svensk film från 1977 med regi och manus av Mai Zetterling.
- More Ways than One, dokumentärfilm, BBC 1974. [10]